# Pracht-Himbeere
Die Pracht-Himbeere (Rubus spectabilis) oder auch Lachsbeere ist eine Pflanzenart aus der Gattung Rubus. Sie ist an der nordamerikanischen Westküste zwischen dem südlichen Alaska und dem nördlichen Kalifornien verbreitet und wird im Englischen salmonberry genannt.

## Beschreibung

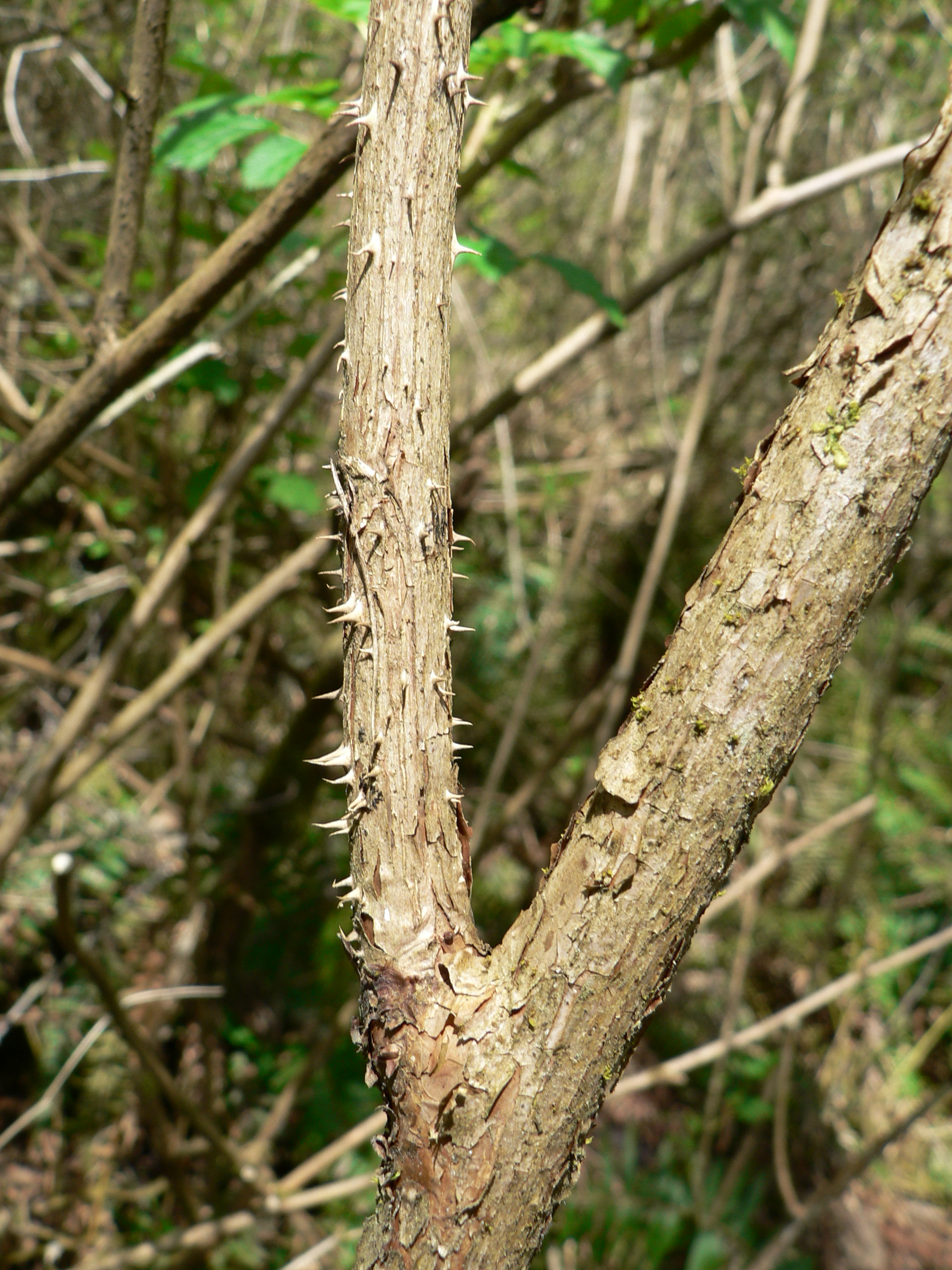
Sprossachse

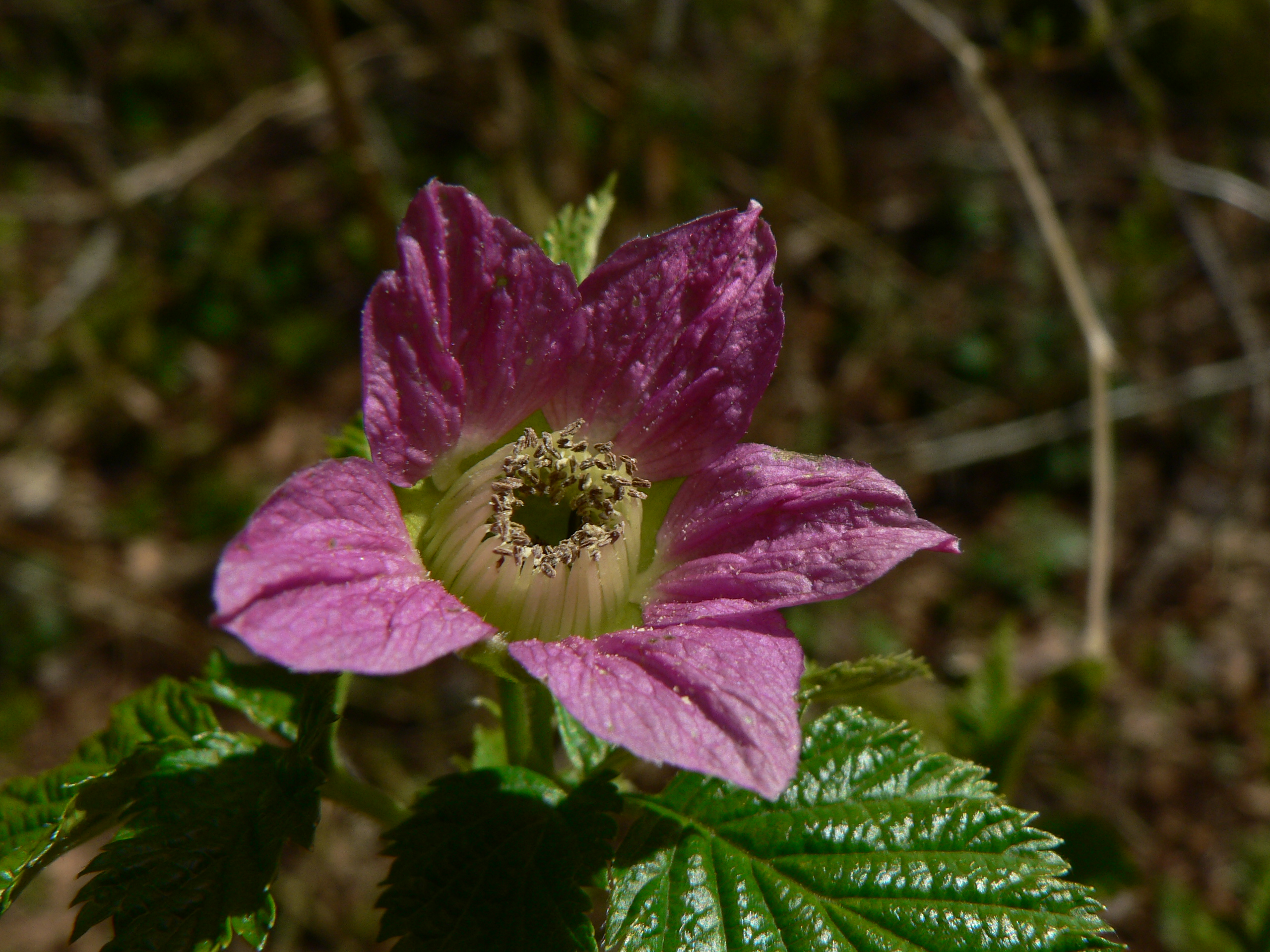
Blüte mit fünf Kronblättern und vielen Staubblättern

### Erscheinungsbild und Blatt
Die Pracht-Himbeere wächst als mittelgroßer bis großer, sommergrüner also laubabwerfender Strauch und erreicht Wuchshöhen von 1 bis 4 Meter. Es werden aus Rhizomen oft Dickichte gebildet. Die aufrechten bis überwölbenden Sprossachsen sind unbewehrt bis (besonders im unteren Bereich) stark stachelig. Die Rinde ist gelblich-braun.
Die wechselständig angeordneten Laubblätter sind bei einer Länge von 7 bis 22 cm in Blattstiel und Blattspreite gegliedert. Der Blattstiel ist 1 bis 9 cm lang. Die gefiederte Blattspreite besteht aus drei Blättchen. Die drei Blättchen sind bei einer Länge von 3 bis 15 cm eiförmig, wobei das mittlere größer ist als die beiden seitlichen. Die Ränder der Blättchen sind gesägt. Die Nebenblätter sind bei einer Länge von 5 bis 10 mm linealisch.

### Blüte und Frucht
Die Blütezeit dauert vom frühen Frühling bis zum Frühsommer. Die zwittrige Blüte ist bei einem Durchmesser von 2 bis 3 cm radiärsymmetrisch mit einer doppelten Blütenhülle. Die fünf Blütenkronblätter sind violett.
Die Frucht reift vom Spätsommer bis zum Frühherbst und ähnelt einer großen, gelb- bis orangefarbenen Himbeere. Die 1,5 bis 2 cm große Sammelsteinfrucht besteht aus vielen kleinen Steinfrüchten.

### Chromosomenzahl
Die Chromosomenzahl beträgt 2n = 14.

## Vorkommen
Das ursprüngliche Verbreitungsgebiet der Pracht-Himbeere liegt an der nordamerikanischen Westküste zwischen dem südlichen Alaska und dem nördlichen Kalifornien.
Sie ist in einigen Teilen Nordwesteuropas ausgehend von Gartenpflanzen verwildert und kommt heute u. a. in Großbritannien, Irland und auf den Färöern vor.
Die Pracht-Himbeere gedeiht am besten bei Feuchtigkeit und tritt daher häufig an Flussufern in den Küstenwäldern des Pazifischen Nordwestens auf. Sie wächst meist in Massen, oft in Gemeinschaft mit Rot-Erle (Alnus rubra). Im Kodiak Island Borough in Alaska wurde die Insel Raspberry Island nach ihr benannt, im Bundesstaat Oregon der Salmonberry River.

## Anbau und Verwendung
Die Pracht-Himbeere hat dieselbe Fruchtstruktur wie die Himbeere: Die Frucht ist nur lose an den Blütenboden gebunden und kann leicht von diesem abgezogen werden. Der Geschmack wird oft als eher wässerig beschrieben. Je nach Standort und Reifegrad können die Früchte roh verzehrt oder zu Konfitüre, Gelee oder Obstwein verarbeitet werden.
Die Pracht-Himbeere war eine wichtige Nahrungsquelle für die Indianer des Pazifischen Nordwestens (u. a. die Küsten-Salish). Sie ist einer der vielen Bestandteile des Pemmikan. Der englische Trivialname salmonberry (direkt übersetzt „Lachsbeere“) soll von der Gewohnheit der Indianer stammen, die Pracht-Himbeere zusammen mit halbgetrocknetem Lachs-Rogen zu verzehren.
Neben der Verwendung als Nahrungsmittel ist die Prachthimbeere aufgrund ihrer attraktiven Blüten und Früchte auch eine beliebte Zierpflanze.